# VTEC

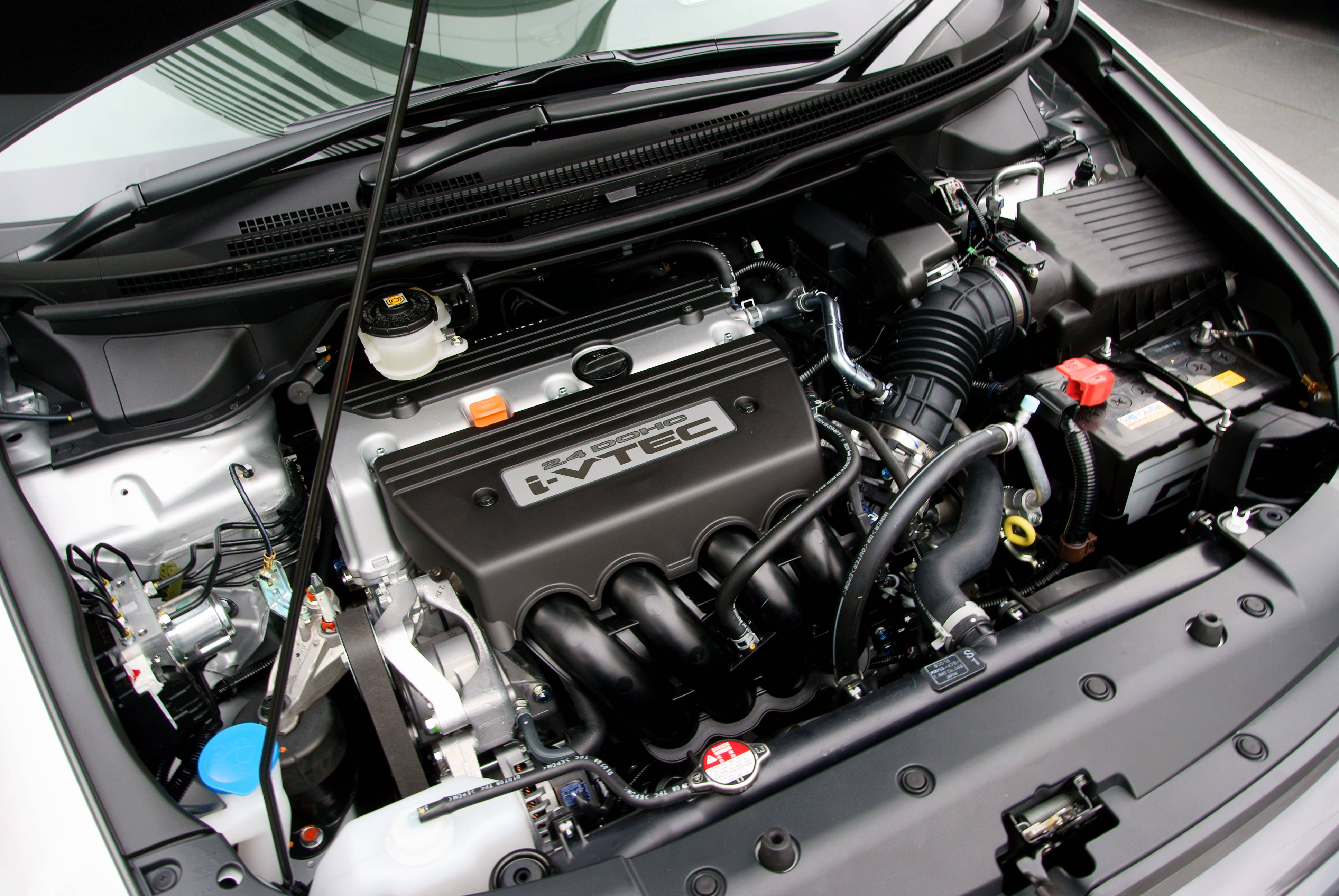
VTEC 엔진을 장착한 혼다 K24A

VTEC(Variable Valve Timing & Lift Electronic Control)는 4행정 내연기관의 용량효율성을 개선하기 위해 혼다 기연공업이 개발한 시스템이다. 이 엔진을 사용하면 높은 RPM에서 더 높은 성능을 보이며 낮은 RPM에서 더 낮은 연료 소비량을 보인다. VTEC 시스템은 2~3개의 캠샤프트 프로파일을 사용하며 이 프로파일 간에 수압식으로 선택을 한다. 밸브 타이밍만 바꾸고 캠샤프트 프로파일이나 밸브 리프트를 바꾸지 않는 표준 VVT(가변 밸브 타이밍) 시스템과는 차이가 있다.